# Vương Định Lục
Vương Định Lục (王定六, bính âm Wang Dingliu) là một nhân vật hư cấu trong tiểu thuyết cổ điển Trung Hoa Thủy Hử của tác giả Thi Nại Am. Vương Định Lục xếp thứ 104 trong số 108 anh hùng Lương Sơn và xếp thứ 68 trong 72 sao Địa Sát. Biệt hiệu của ông là Hoạt Thiểm Bà (Thiểm Bà sống).

## Xuất thân
Vương Định Lục xuất thân ở phủ Kiến Khang (Giang Tô ngày nay), là con thứ sáu trong gia đình họ Vương, làm chủ một quán trọ bên bờ sông Dương Tử. Thủy hử mô tả Vương Định Lục là người mắt sáng, gầy gò, đã học qua nhiều thầy nhưng võ công tầm thường, song lại chạy rất nhanh, do đó được gọi là Hoạt Thiểm Bà

## Gia nhập Lương Sơn
Trương Thuận đi tìm Thần y An Đạo Toàn để chữa cho Tống Giang đang mắc bệnh nặng. Không may trên đường đi, Trương Thuận lên thuyền của tên cướp Trương Vượng, bị cướp, trói và thả xuống sông. Là một người thủy tính rất tốt, Trương Thuận đã thoát được dây trói, bơi lên bờ và đến quán trọ của Vương Định Lục. Biết Trương Thuận là một đầu lĩnh của Lương Sơn, Vương Định Lục muốn giúp Trương Thuận báo thù nhưng ngay hôm sau Trương Thuận đã vội đi tìm An Đạo Toàn.
Trương Thuận mời được An Đạo Toàn lên Lương Sơn, trên đường về qua quán trọ của Vương Định Lục. Gặp lại Trương Vượng, Trương Thuận bắt trói hắn và thả xuống sông, sau đó 3 người Trương Thuận, An Đạo Toàn và Vương Định Lục cùng lên Lương Sơn.
Trong trận đánh phủ Đông Bình, Vương Định Lục và Úc Bảo Tứ được lệnh vào phủ để báo tin khiêu chiến. Đổng Bình, lúc đó là tướng của phủ Đông Bình định giết cả hai nhưng sau đó cả hai chỉ bị đánh và đuổi về.

## Nam chinh tử trận
Sau khi gia nhập Lương Sơn, Vương Định Lục được giao chức Đầu lĩnh quản lý tửu điếm để dò xét tin tức. Ông theo nghĩa quân Lương Sơn về quy thuận triều đình và tham gia các chiến dịch đánh Liêu, Vương Khánh, Điền Hổ và Phương Lạp. Trong chiến dịch đánh Phương Lạp, trận Tuyên Châu, Vương Định Lục không may trúng tên độc qua đời.